# Qasem Soleimani
Qasem Soleimani (en persa: قاسم سلیمانی AFI: [ɢɒːˌsem solejmˈɒːniː]; (Kermán, 11 de marzo de 1957-Bagdad, 3 de enero de 2020) fue un general de división iraní, comandante de la Fuerza Quds desde 1998 hasta su asesinato en 2020. Durante la guerra entre Irán e Irak, fue comandante de la 2.ª División de los Cuerpos de la Guardia Revolucionaria Islámica en la provincia de Kerman. En sus últimos años, algunos analistas lo consideraban la mano derecha del líder supremo de Irán, Alí Jamenei, así como la segunda persona más poderosa de Irán después de él.
Soleimani se unió a la Fuerza Quds del Cuerpo de los Guardianes de la Revolución Islámica en 1979, y finalmente ascendió a comandante. Tras los ataques del 11 de septiembre contra Estados Unidos, los diplomáticos iraníes bajo su dirección cooperaron con las fuerzas estadounidenses en Afganistán para luchar contra los talibanes. En 2012, tras el estallido de la guerra civil siria, Soleimani ayudó a reforzar al gobierno sirio y a su presidente, Bashar al-Ásad, un aliado clave de Irán. Dirigió las operaciones de Irán en la guerra civil siria y ayudó a planificar y organizar la intervención militar rusa en Siria. Tras la expansión militante del Estado Islámico en 2014, Soleimani coordinó y ayudó a las fuerzas de las milicias kurdas peshmerga y chiíes en Irak. Fue el cerebro de la intervención iraní en Irak y tuvo un papel importante en la lucha de Irán contra el Estado Islámico.
Durante la guerra de Irak, la Fuerza Quds supervisó la producción y el contrabando masivo a Irak de bombas improvisadas de penetración de forma explosiva (EFP, por sus siglas en inglés) al borde de la carretera, que, según estimaciones estadounidenses, fueron utilizadas por la insurgencia iraquí para causar 500 muertes y más de 21.000 heridos a soldados estadounidenses. La Fuerza Quds también planeó y orquestó lo que se cree que fue la incursión de comandos «más audaz y sofisticada» contra las tropas estadounidenses en Irak, la incursión en enero de 2007 en la sede provincial de Kerbala, y desempeñó un papel de coordinación en la defensa de Hezbolá de Israel en la Guerra del Líbano de 2006, donde Soleimani estuvo personalmente involucrado.
Soleimani fue asesinado en un ataque selectivo con drones estadounidenses el 3 de enero de 2020 en Bagdad, Irak, por orden del presidente de Estados Unidos, Donald Trump. El ataque fue condenado enérgicamente por algunos, incluido el gobierno iraní, y se celebró un funeral masivo en varias ciudades tanto en Irak como en Irán para Soleimani y otras víctimas causadas por el ataque con drones. Horas después de su entierro, el 7 de enero de 2020, el ejército iraní lanzó misiles contra bases militares estadounidenses en Irak. Si bien no hubo muertos en el segundo ataque, el Pentágono informó de que 110 soldados estadounidenses fueron heridos en los ataques.

## Biografía

### Primeros años
Soleimani nació el 11 de marzo de 1957 en el pueblo de Qanat-e Malek, en la provincia de Kermán. Proveniente de una familia de pocos recursos, en su juventud trabajó como albañil y también se dedicó al culturismo.Según se informa, su entrenamiento fue mínimo, pero avanzó rápidamente. Al principio de su carrera como guardia, ayudó a evitar un levantamiento kurdo en el noroeste de Irán.

### Carrera militar

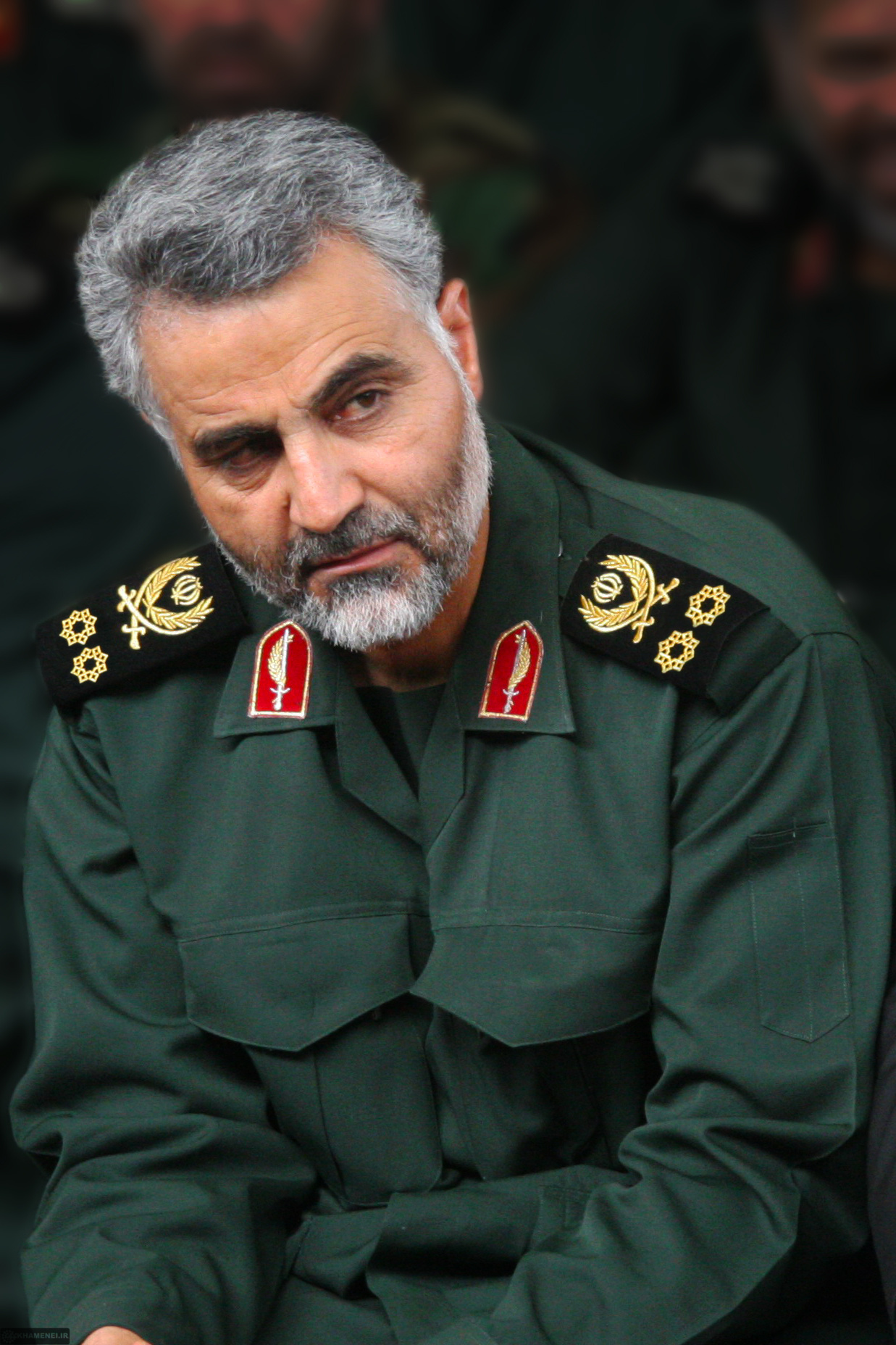
Qasem Soleimani

Durante la década de 1990 fue el comandante de la Guardia Revolucionaria en su provincia natal de Kermán y obtuvo notoriedad en la lucha contra el tráfico de drogas de la vecina Afganistán.

#### Al-Quds
A fines de 1997 o principios de 1998, fue nombrado jefe de Al-Quds, un grupo secreto de operación extraterritorial. Reconocido como un brillante estratega, incluso por los occidentales, que trabajan en favor de los chiíes en Oriente Medio, especialmente en la construcción del brazo armado de Hezbollah. El 24 de enero de 2011, fue nombrado general de división por Jamenei. Desde finales de 2012, se comprometió a las fuerzas armadas de Al-Quds en la guerra civil siria, luchando contra las fuerzas de la oposición siria y contra el grupo terrorista Estado Islámico. Posteriormente intervino con su unidad de élite en la guerra contra Estado Islámico.
Soleimani fue descrito por un exagente de la CIA, responsable de operaciones clandestinas, como "el agente más poderoso en el Medio Oriente en la actualidad" y el principal estratega y táctico militar en el esfuerzo de Irán por disuadir la influencia occidental y promover la expansión de la influencia chiita e iraní en todo el Medio Oriente.  En Irak, como comandante de la Fuerza Quds, se cree que influyó fuertemente en la organización del gobierno iraquí, en particular apoyando la elección del anterior primer ministro iraquí Nuri al Maliki.

#### Guerra civil siria
La postura iraní apoyaba el gobierno de Bashar al-Assad en la guerra civil siria. Desde la segunda mitad de 2012, el general Soleimani asumió el control personal de la intervención iraní en la contienda. Se cree que coordinó la guerra desde una base en Damasco desde la que movilizó al comandante libanés Hezbolá y a un coordinador de la milicia chiita iraquí, además de otros oficiales sirios e iraníes. El general de brigada Hossein Hamadani, el excomandante adjunto del Basij, ayudaba a dirigir milicias irregulares con las que Soleimani esperaba continuar la lucha si Assad caía. Bajo Soleimani el comando «coordinó ataques, entrenó a las milicias y estableció un sistema elaborado para monitorear las comunicaciones rebeldes». La coordinación en la toma de Qusayr en mayo de 2013 por las fuerzas sirias fue dirigida por Soleimani.
Soleimani ayudó a formar las Fuerzas de Defensa Nacional (NDF, por sus siglas en inglés) en Siria, una manera de unificar a las milicias paramilitares pro-gubernamentales del país.
En octubre de 2015, se informó que su participación durante su visita a Moscú en julio de 2015 había sido decisiva en el diseño de la ofensiva coordinada entre Rusia e Irán en Siria de octubre de 2015.

#### Guerra contra el Dáesh

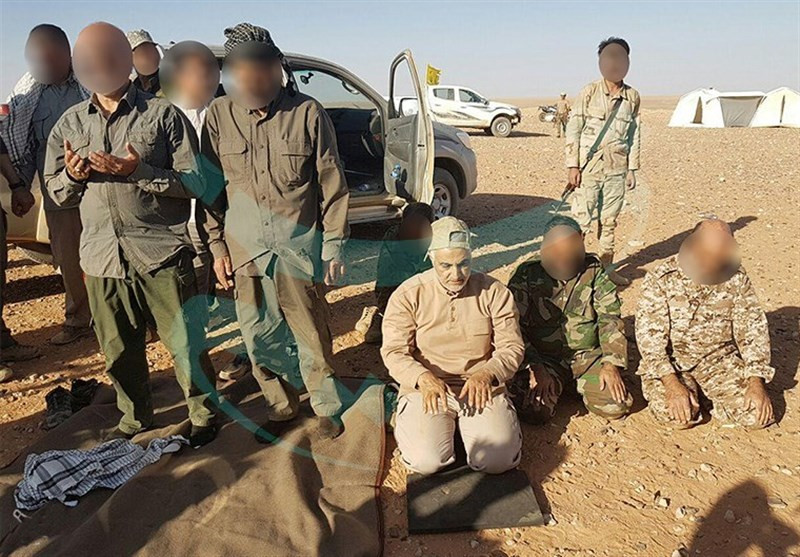
Soleimani realizando un rezo en Siria, junto a tropas aliadas a la Coalición RSII durante una confraternidad entre iraquíes y sirios.

El general Qasem Soleimani estaba en la ciudad iraquí de Amirli en 2014, para trabajar con las fuerzas iraquíes para rechazar a los militantes del EIIL. Según Los Angeles Times, Amirli fue la primera ciudad en resistir con éxito una invasión del ISIS, asegurada gracias a «una asociación inusual de soldados iraquíes, kurdos y milicias chiítas respaldadas por Irán y aviones de combate estadounidenses».
La intervención iraní en Iraq contra el Estado Islámico de mano de Soleimani fue abundante. Así, se cree que las fuerzas Quds fueron determinantes tanto en el entrenamiento de las milicias chiitas y en el asedio de Amirli, para evitar que cayese en manos del ISIS. Según informes y testimonios, Soleimani y la intervención iraní fueron decisivas tras la caída de Mosul para que esta no supusiese una ruptura del frente, mucho más efectivo que los bombardeos estadounidenses. Además, también se les vio participar presencialmente en los combates como en la Operación Ashura.
Hadi al-Amiri, exministro de transportes iraquí indicó que, de no ser por la ayuda prestada por los iraníes en el Kurdistán iraquí, esas gobernaciones hubieran caído en manos del Dáesh.
Soleimani fue decisivo en la preparación y dirección del operativo para liberar Tikrit, la ciudad más importante que había capturado el ISIS en la gobernación de Saladino. Dirigió personalmente el flanco oriental durante la batalla, poniendo su cuartel general cerca de la Universidad de Tikrit y del conocido como Campo Speicher, donde el ISIS había masacrado a un millar y medio de cadetes del Ejército de Irak.
Tras la intervención ruso-iraní contra el Estado Islámico, Soleimani volvió a Siria, desde donde participó activamente en las ofensivas de Alepo, tanto para recapturar las zonas de la ciudad tomadas por los rebeldes sirios como liberar el casi cerco que el ISIS había puesto alrededor de la base aérea de Kuweyres. En 2016 aparecieron fotos de Soleimani en la ciudadela de Alepo, aunque se desconoce la fecha exacta de las mismas.
En 2016, las Fuerzas de Movilización Popular, una rama de las Fuerzas de Defensa Nacional de Irak, publicaron unas fotos que mostraban al comandante de la Fuerza Quds de Irán, Qassem Suleimani, y otros comandantes propios discutiendo la Operación Romper el Terrorismo (Faluya).
A finales de marzo de 2017, se vio a Soleimani en el norte de la gobernación de Hama, presuntamente ayudando al mayor general Suheil al-Hassan a repeler una gran ofensiva rebelde que tenía por código Eco del Levante.
El jefe de la CIA, Mike Pompeo, dijo que envió una carta a Soleimani y otros líderes iraníes haciéndoles responsables de cualquier ataque contra los intereses estadounidenses por parte de las fuerzas bajo su control. Según Mohammad Mohammadi Golpayegani, asistente principal del líder supremo de Irán, Soleimani ignoró la carta cuando se la entregó durante la Operación Fajr-3 contra el Dáesh y dijo: «No tomaré su carta ni la leeré. No tengo nada que decir a estas personas».

## Muerte

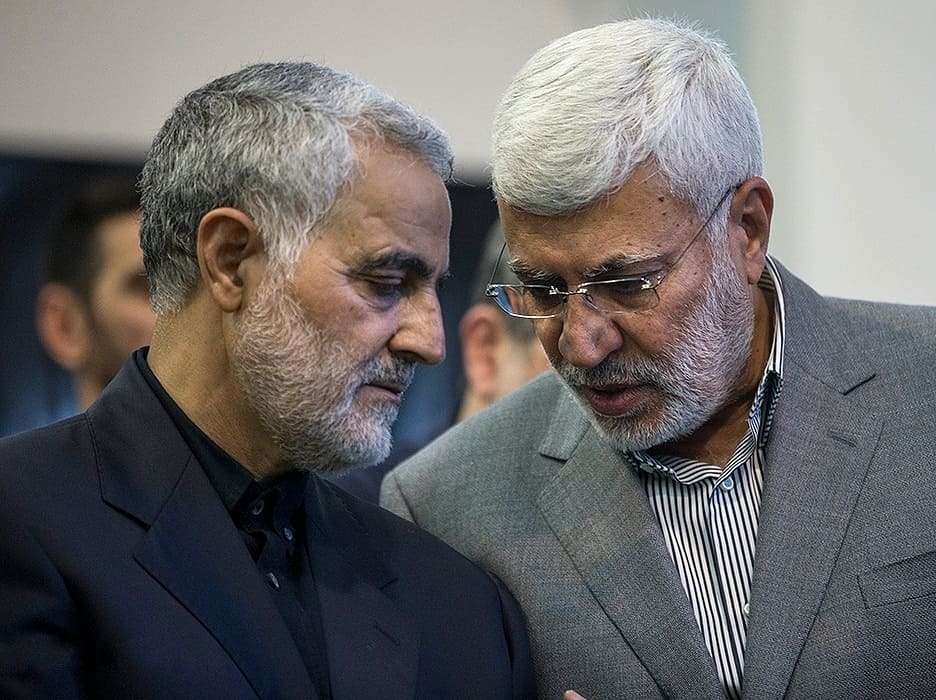
Soleimani fotografiado junto a Abu Mahdi al-Muhandis, otro de los fallecidos en el ataque estadounidense.

El 3 de enero de 2020, la televisión iraquí anunció su muerte en Bagdad, causada por un ataque aéreo estadounidense con drones en el aeropuerto de la capital iraquí, ordenado por el presidente estadounidense Donald Trump sin notificación o consulta al Congreso.  El líder supremo iraní Ali Jamenei amenazó con una «dura venganza» en respuesta al asesinato del general, descrito como una de las figuras militares más prominentes e influyentes del país.En homenaje a sus actuaciones, Jamenei, que consideraba a Soleimani un «mártir viviente de la revolución», ascendió a éste a teniente general a título póstumo.[cita requerida]
Esmail Ghaani, estrecho colaborador de Soleimani, fue rápidamente nombrado como su sucesor al frente de la Fuerza Quds.

### Funeral

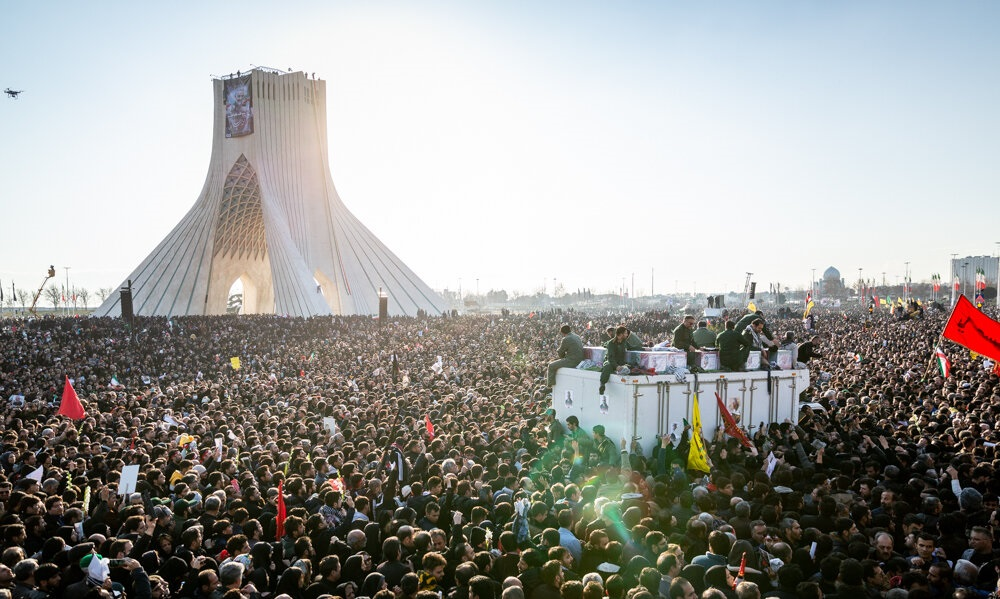
Simpatizantes de Soleimani en la plaza Azadi, Teherán

El 4 de enero, se celebró en Bagdad un cortejo fúnebre por Soleimani al que asistieron miles de dolientes, ondeando banderas iraquíes y de la milicia y coreando «muerte a Estados Unidos, muerte a Israel». La procesión comenzó en la mezquita de Al-Kadhimiya en Bagdad. El primer ministro iraquí, Adil Abdul-Mahdi, y líderes de milicias respaldadas por Irán asistieron al cortejo fúnebre. Los restos de Soleimani fueron llevados a las ciudades sagradas chiítas de Karbala y Najaf. El 5 de enero, los restos de los cuerpos llegaron a Ahvaz, y luego a Mashhad. Decenas de miles de dolientes vestidos de negro asistieron al cortejo fúnebre con banderas verdes, blancas y rojas. Muqtada al-Sadr visitó la casa de Soleimani para expresar sus condolencias a su familia.
El 6 de enero, el cuerpo de Soleimani y otras víctimas llegaron a la capital iraní, Teherán. Grandes multitudes, según se informa, cientos de miles o millones, abarrotaron las calles. El líder supremo Alí Jamenei, que tenía una estrecha relación con Soleimani, encabezó la tradicional oración islámica por los muertos, llorando en un momento frente a los ataúdes cubiertos con banderas. Alí Jamenei lloró abiertamente cerca del ataúd mientras el sucesor del general juraba venganza. Ismail Ghaani, quien fue nombrado comandante de la Fuerza Quds horas después del asesinato de Soleimani, dijo: «Dios el Todopoderoso ha prometido vengarse, y Dios es el principal vengador». El ministro de Relaciones Exteriores iraní, Mohammad Javad Zarif, preguntó si Trump había visto alguna vez «tal mar de humanidad». Se le dio un funeral en varias ciudades, y se dice que su cortejo fúnebre fue el segundo más grande después del del ayatolá Jomeini. El 7 de enero de 2020, se produjo una estampida en la procesión del entierro de Soleimani en Kermán, a la que asistieron cientos de miles de dolientes, matando a 56 e hiriendo a 212 más.

### Respuesta de Irán
En respuesta al asesinato del mayor general iraní Qasem Soleimani por las Fuerzas Armadas de los Estados Unidos el 3 de enero de 2020. Irán informó al gobierno iraquí antes del ataque y la información se transmitió al Ejército de los Estados Unidos. Algunos analistas sugirieron que la operación fue diseñada para evitar causar víctimas y no obtener una respuesta estadounidense, ya que los ataques no causaron víctimas mortales según Estados Unidos, aunque algunos días más tarde se informó de 11 soldados heridos con traumas cerebrales debido al impacto de los misiles iraníes que golpearon las bases. Semanas después del ataque se informó que el número de heridos con traumas creció a 64 efectivos más. Más de un mes después del ataque la cifra ascendió a más de 100 efectivos heridos debido a la misma causa. A fecha de inicios de febrero de 2020 el Departamento de Defensa de Estados Unidos informó que el 70 por ciento de sus efectivos se reincorporo al servicio en las bases militares en Irak, el resto de ellos fue derivado a Estados Unidos o Europa.
El 20 de julio de 2020, la televisión estatal iraní informó de que Mahmoud Mousavi Majd había sido ejecutado tras ser declarado culpable de proporcionar información a Estados Unidos e Israel sobre Soleimani y la Fuerza Quds.

### Aniversario de su muerte

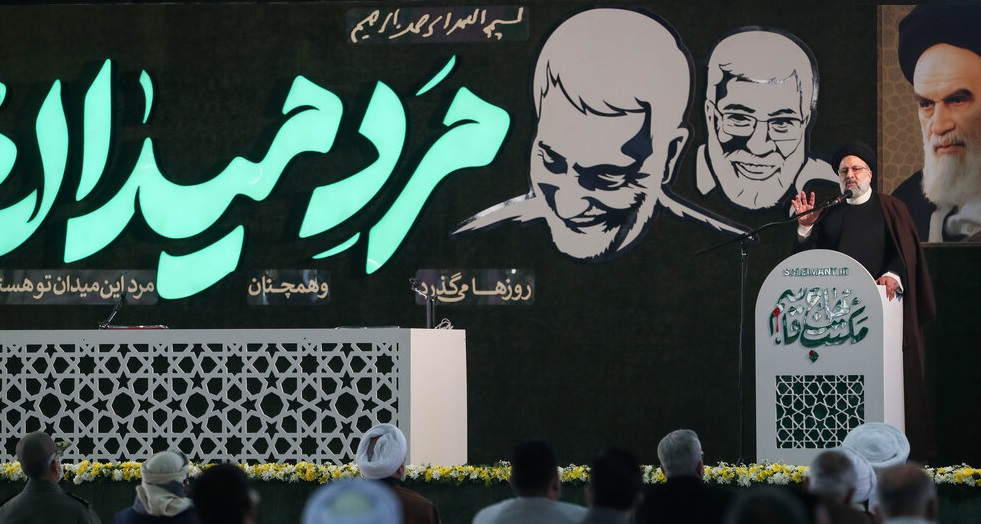
Ebrahim Raisi dando un discurso sobre su primer aniversario de su muerte.

El 3 de enero de 2021 se conmemoró el primer aniversario de Qasem Soleimani y Abu Mahdi al-Muhandis en Bagdad. Decenas de miles de milicias respaldadas por Irán marcharon por la autopista que conduce al aeropuerto de Bagdad mientras coreaban consignas antiestadounidenses. 
Se han celebrado ceremonias conmemorativas con el nombre de «Ceremonia de conmemoración (aniversario) del mártir Qasem Soleimani» (y Abu Mahdi al-Muhandis) en presencia y virtualmente (a través de conferencias web) en las ciudades de la República Islámica de Irán y varios países, como Omán, Irak, Siria y Portugal. 
Según la agencia de noticias Fars, el aniversario de la conmemoración de Qasem Soleimani, Abu Mahdi al-Muhandis y sus colegas se llevó a cabo con la presencia de funcionarios locales y extranjeros en la Universidad de Teherán, Irán. 
El 3 de enero de 2024 se produjo una explosión en los aledaños de un cementerio de Kermán, durante los actos de conmemoración del 4.º aniversario de la muerte de Soleimani, que dejó alrededor de un centenar de muertos en lo que se considera el atentado más mortífero hasta la fecha del país.

## Condecoraciones
- Medalla de Zulfikar (República Islámica de Irán) (2019)[n. 2]
- Orden de la Victoria (2012)[59]

### Traducciones
- Esta obra contiene una traducción parcial derivada de «Qasem Soleimani» de Wikipedia en inglés, concretamente de esta versión del 3 de enero de 2020, publicada por sus editores bajo la Licencia de documentación libre de GNU y la Licencia Creative Commons Atribución-CompartirIgual 4.0 Internacional.

- Datos: Q892014
- Multimedia: Qasem Soleimani / Q892014